# 谷田貝孝一
谷田貝 孝一（やたがい こういち　1957年（昭和32年）5月11日-）は日本の実業家。栃木県小山市出身。

## 役職
- 有限会社ジュントオル代表取締役
- FCレンタルガレージJUNTOHRU本部主宰
- 都賀町商工会商業部会部会長

## 略歴
- 1957年（昭和32年）5月11日 - 栃木県小山市にて誕生
- 1972年（昭和47年）3月 - 小山市立小山第二中学校卒業
- 1972年（昭和47年）4月 - 国立小山総合高等職業訓練校入学
- 1974年（昭和49年）3月 - 国立小山総合高等職業訓練校卒業
- 1988年（昭和63年）5月12日 - 谷田貝自動車鈑金塗装を開業及び代表に就任
- 2002年（平成14年）4月18日 - 有限会社ジュントオルを設立及び同社代表取締役に就任
  - 現在、セミナー講師としても活動中。

## 著書
- 『集まっちゃうしくみ 集客をやめればお客様がドンドンやってくる』（つた書房 2012年12月）
- 『儲かっちゃうしくみ お客様目線でサービスを見直せば100%受注・生産できる』（つた書房 2012年5月）
- 『実践社長が語る！『お金をかけずに儲かるしくみ』』（株式会社ブレーン 2010年）
- 『デフレ脱却の処方箋 お金もかけずにモノも売らずに『儲ける仕組み』を作る方法』（シンクネクスト 2009年）

## 関連リンク
- 谷田貝孝一公式ウェブサイト